# Vincenzo Sica
Vincenzo Sica (Monza, 21 marzo 1945) è un politico italiano.

## Biografia
Laureato in medicina svolge la professione di medico endocrinologo. È sindaco del comune di Oliveto Lucano in Basilicata dal 1988 al 2001. Viene eletto per la prima volta in Parlamento, come senatore, nel marzo del 1994 con il centrosinistra. Nella successiva legislatura viene eletto invece deputato con I Democratici, il partito ideato dall'ex presidente del consiglio dei ministri Romano Prodi. È stato professore ordinario presso la Facoltà di medicina e chirurgia della Seconda Università degli Studi di Napoli.

### Incarichi parlamentari
Ha fatto parte della Commissione parlamentare Territorio, ambiente, beni ambientali e della commissione parlamentare di inchiesta sulle strutture sanitarie.

### Sottosegretario di Stato
È stato sottosegretario di Stato per il Ministero dell'università e della ricerca scientifica e tecnologica nel Governo D'Alema II e Amato II.